# Suchynicze
Suchynicze – wieś w Polsce, położona w województwie podlaskim, w powiecie sokólskim, w gminie Szudziałowo.
Wieś leśnictwa sokólskiego w ekonomii grodzieńskiej w drugiej połowie XVII wieku. W latach 1975–1998 wieś administracyjnie należała do województwa białostockiego.
Wierni kościoła prawosławnego należą do parafii św. Piotra i Pawła w Samogródzie.

## Integralne części wsi
| SIMC    | Nazwa    | Rodzaj  |
| ------- | -------- | ------- |
| 0042292 | Samogród | kolonia |

## Demografia
Wieś w 1921 roku liczyła 60 domów i 254 mieszkańców, w tym 179 prawosławnych, 71 katolików i 4 wyznawców judaizmu.
Wieś w 2011 roku zamieszkiwało 96 osób.